# Кінематичні змінні Мандельштама

На цій діаграмі, дві частинки рухаються із імпульсами p_{1} і p_{2}, після взаємодії (розсіяння) розлітаються дві частинки з іншими імпульсами (p_{3} і p_{4}).

Кінематичні змінні Мандельштама — три скалярні релятивістські інваріантні величини, що зберігаються в процесі розсіяння двох елементарних частинок з утворенням двох нових або збереженням двох старих елементарних частинок, або в процесі розпаду однієї елементарної частинки на три. Зазвичай ці змнні позначаються як {\displaystyle s,t,u}. Їх було введено Стенлі Мандельштамом у 1958 році. Процес розсіяння можна повністю описати, якщо задати значення лише двох змінних Мандельштама, кожна із них дорівнюватиме квадрату повної енергії котроїсь із пар частинок у системі відліку, де їх центр мас перебуває в спокої.

## Визначення
Розглядається процес розсіяння двох елементарних частинок з векторами енергії-імпульсу {\displaystyle p_{1},p_{2}}  і утворенням після взаємодії двох нових чи збереження двох старих елементарних частинок з векторами енергії-імпульсу {\displaystyle p_{3},p_{4}}. Залежність між енергією і масою мають  вигляд:
{\displaystyle \!p_{i}^{2}=g_{\mu \nu }p_{i}^{\mu }p_{i}^{\nu }=m_{i}^{2}c^{2}},
де {\displaystyle g_{\mu \nu }} — метричний тензор. 
У метриці Мінковського з сигнатурою (1, -1,-1,-1) 
{\displaystyle m_{i}^{2}c^{4}=E_{i}^{2}-\mathbf {p} _{i}^{2}c^{2}},
або ж в релятивістських одиницях {\displaystyle (c=1)}:
{\displaystyle m_{i}^{2}=E_{i}^{2}-\mathbf {p} _{i}^{2}}.
Тут {\displaystyle \mathbf {p} _{i}} — тривимірний імппульс i-тої частинки. 
Тут {\displaystyle i=1,2,3,4} — індекс елементарної частинки. Збереження кожної компоненти енергії-імпульсу представляється рівнянням: {\displaystyle p_{1}+p_{2}=p_{3}+p_{4}}. Із цієї рівності можна отримати три змінних Мандельштама в релятивістських одиницях:
- {\displaystyle s=(p_{1}+p_{2})^{2}=(p_{3}+p_{4})^{2}\,}
- {\displaystyle t=(p_{1}-p_{3})^{2}=(p_{2}-p_{4})^{2}\,}
- {\displaystyle u=(p_{1}-p_{4})^{2}=(p_{2}-p_{3})^{2}\,}

## Властивості
Змінні Мандельштама пов'язані рівністю: 
{\displaystyle s+t+u=m_{1}^{2}+m_{2}^{2}+m_{3}^{2}+m_{4}^{2}}.  
Для доведення використаємо дві інші рівності:
- Квадрати 4-імпульсів дорівнюють квадратам мас:

{\displaystyle p_{i}^{2}=m_{i}^{2}\,}
- Збереження 4-імпульсу:

{\displaystyle p_{1}+p_{2}=p_{3}+p_{4}\,}
{\displaystyle p_{1}=-p_{2}+p_{3}+p_{4}\,}
Таким чином:
{\displaystyle s=(p_{1}+p_{2})^{2}=p_{1}^{2}+p_{2}^{2}+2p_{1}\cdot p_{2}\,}
{\displaystyle t=(p_{1}-p_{3})^{2}=p_{1}^{2}+p_{3}^{2}-2p_{1}\cdot p_{3}\,}
{\displaystyle u=(p_{1}-p_{4})^{2}=p_{1}^{2}+p_{4}^{2}-2p_{1}\cdot p_{4}\,}
Просумувавши і підставивши квадрати мас:
{\displaystyle s+t+u=m_{1}^{2}+m_{2}^{2}+m_{3}^{2}+m_{4}^{2}+2p_{1}^{2}+2p_{1}\cdot p_{2}-2p_{1}\cdot p_{3}-2p_{1}\cdot p_{4}\,}
Останні чотири доданки дорівнюють нулю в силу збереження 4-імпульсу:
{\displaystyle 2p_{1}^{2}+2p_{1}\cdot p_{2}-2p_{1}\cdot p_{3}-2p_{1}\cdot p_{4}=2p_{1}\cdot (p_{1}+p_{2}-p_{3}-p_{4})=0\,}
Отже:
| {\displaystyle s+t+u=m_{1}^{2}+m_{2}^{2}+m_{3}^{2}+m_{4}^{2}\,} |

## Діаграми Фейнмана
Літери {\displaystyle s,t,u} також використовуються в означенні каналів розсіяння {\displaystyle s}-канал (просторовий канал), {\displaystyle t}-канал (часовий канал), {\displaystyle u}-канал. Ці канали відповідають різним діаграмам Фейнмана чи різним можливим типам розсіяння, в якому взаємодія відбувається завдяки обміну проміжними (іноді їх називають віртуальними) частинками, чиї квадрати 4-імпульсів дорівнюють {\displaystyle s,t,u}, відповідно. 
| {\displaystyle s}-канал | {\displaystyle t}-канал | {\displaystyle u}-канал |:
Наприклад, {\displaystyle s}-канал відповідає розсіянню, в якому частинки 1 і 2 об'єднуються у проміжну частинку, яка врешті розпадається на частинки 3, 4: {\displaystyle s}-канал є єдиним способом виявити резонанси і нові нестабільні частинки за умови, що їхній час життя є достатньо довгим для прямого детектування. {\displaystyle t}-канал відповідає процесу, в якому частинка 1 випромінює проміжну частинку і стає в кінці частинкою 3, в той час як частинка 2 поглинає цю проміжну частинку і стає частинкою 4. {\displaystyle u}-канал — це {\displaystyle t}-канал, у якому частинки 3 і 4 помінялися місцями.